# Gottlieb Fröhlich
Gottlieb Fröhlich (født 13. august 1948 i Wohlen, Schweiz) er en schweizisk tidligere roer.
Fröhlich vandt en bronzemedalje i firer med styrmand ved OL 1968 i Mexico City, sammen med Denis Oswald, Peter Bolliger, Hugo Waser og Jakob Grob. Han var bådens styrmand. Schweizerne blev nr. 3 i en finale, hvor New Zealand vandt guld, mens Østtyskland fik sølv. Det var det eneste OL han deltog i.

## OL-medaljer
- 1968:  Bronze i firer med styrmand